# Szent Skolasztika
Nursiai Skolasztika (Scholastica de Nursia), egyházi nevén Szent Skolasztika (480 körül–543/547) a katolikus, az ortodox egyházak és az anglikán közösség szentje. Itáliában született, Nursiai Benedek ikertestvére volt.

## Élete
Apáca lett, egy közösséget vezetett Szent Benedek Monte Cassinó-i kolostorától öt mérföldre. Fiatal korától elkötelezett volt Isten mellett, egyes beszámolók szerint Benedeknél is istenfélőbb volt. 

## Legendája

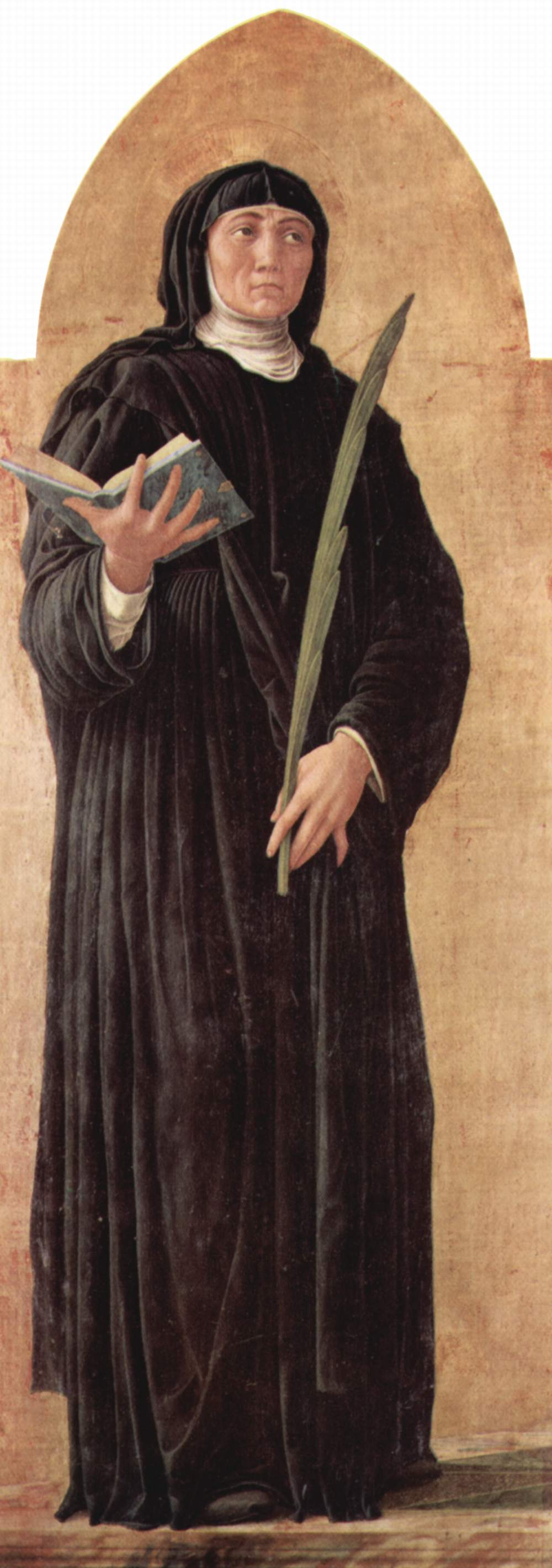
Szent Skolasztika

A leggyakoribb róla szóló történet szerint évente találkozott testvérével, hogy együtt imádkozzanak és szent szövegekről és ügyekről beszéljenek.
A legenda szerint, utolsó találkozásukkor, mikor Benedek estefelé vissza akart menni a kolostorába, Skolasztika tiltakozott és könyörgött, hogy maradjon folytatni a beszélgetést, Benedek azonban ragaszkodott a visszatéréshez. Ekkor Skolasztika imára kulcsolta a kezét, és egy pillanat múlva elsötétült az ég, és vihar tört ki a ház környékén. Benedek felkiáltott: „Nővérem, mit műveltél?” Skolasztika így válaszolt: „Látod, amikor téged kértelek, nem hallgattál meg. Most Istenhez imádkoztam, és ő rögtön meghallgatott. Most menj el, ha tudsz, és térj vissza a kolostorodba.”
Benedek nem tudott visszamenni, és az éjszakát beszélgetéssel töltötték. Három nap múlva Benedek megtudta, hogy Skolasztika meghalt. Benedeket Skolasztika halála után avatták szentté.

## Külső hivatkozások
- Diós István: A szentek élete, Szent István társulat, ISBN 963-360-734-5.